# Darsa
Darsa is een onbewoond eiland dat tot de Socotra archipel behoort. Samen met de bewoonde eilanden Samha en Abd Al Kuri staat het bekend als 'De drie broers'.